# 오구르어파
오구르어파(Oghur, Ogur) 또는 불가르어파(Bulgar)는 튀르크어족의 한 분파이다. 현재 남아있는 언어는 추바시어 뿐이다. 가장 오래 전에 갈라진 어파로서 다른 분파들, 소위 공통 튀르크어(Common Turkic)의 언어들과는 큰 차이를 보인다. 다만 언제쯤 분기되었는지에 대해서는 학자들 간의 합의가 이루어져 있지 않다.
오구르계 민족들은 중앙아시아 스텝 지역에 고대 사르마티아인(스키타이족)에 이어서 유입되었다가 이후 다른 튀르크계 분파들에 의해 세력이 밀려난 것으로 보인다. 중세에 오노구르족(오구르족), 불가르족, 하자르족 등이 있었다.

## 오구르어파의 언어들
현대에는 추바시어만이 남아있으나 고대의 여러 튀르크 민족들의 언어 중 추바시어와 같은 어파에 속하는 것으로 추정되는 언어들이 많다. 불가르어는 추바시어와 상당히 가까운 것이 확실하고, 하자르어는 튀르크어족에 속하는 것으로 보이나 오구르어파로 분류될 수 있는지 의견이 분분하다. 이외에 훈족, 사비르족, 아바르족 등이 오구르어파에 속하는 언어를 썼다는 학설이 있다.